# Bartus László
Bartus László (Budapest, 1961. július 21. –) magyar újságíró, író, lapkiadó, szociológus, tanár. Az Amerikai Magyar Népszava tulajdonosa és publicistája, oknyomozó újságíró, számos nagy, közéleti visszhangot keltő tényfeltáró újságcikk szerzője. Munkásságát több elismeréssel díjazták. Hét könyve jelent meg.

## Tanulmányok
A szombathelyi Berzsenyi Dániel Tanárképző Főiskola magyar–népművelés szakán szerzett tanári diplomát, 1986-ban. Tanulmányait Debrecenben folytatta, ahol a Kossuth Lajos Tudományegyetem filozófia szakán végzett, 1989-ben, majd Budapesten az Eötvös Loránd Tudományegyetemen szociológus diplomát szerzett 1992-ben. Két évig volt a Pázmány Péter Hittudományi Akadémia levelező szakos hallgatója, másfél évig tanult a Színház- és Filmművészeti Egyetem filmelmélet szakán.

## Életpálya
Újságírói pályafutását megelőzően több területen is tevékenykedett, dolgozott mozivezetőként (Petőfi Mozi, Esztergom, 1985–87), művelődési központ igazgató-helyetteseként (Általános Művelődési Központ, Esztergom, 1987–89), és az esztergomi Vitéz János Tanítóképző Főiskola Közművelődés Tanszékének tanársegédjeként (1989–92). Éveken át tagja volt a Magyar Filmklubszövetség elnökségének. 
A sajtóban a kilencvenes évek elején kezdett dolgozni. 1992–94 között a Magyar Hírlap külső munkatársa volt, majd a Fekete Doboz Alapítvány szerkesztő-riportere lett (1994–95). Ekkor készítette el Elbert Márta és Upor Péter társszerkesztőkkel, Jávor István operatőrrel a Vannak tartozások című filmjét, amelynek szerkesztő-riportere volt. Az alkotást a Magyar Filmszemlén és a Magyar Televízióban is bemutatták. 1995-ben elnyerte a Soros Alapítvány Tényfeltáró Újságírás Díját.
1995–98 között a 168 Óra újságírójaként dolgozott, majd a Világgazdaság (1998–2001), ezt követően pedig a Magyar Hírlap munkatársa lett. Ezen kívül is számos jelentős napi- és hetilapba adott írásokat 2000 után (Élet és Irodalom, Népszabadság, Népszava, Beszélő, 168 Óra). 2001-től a Hócipő rendszeres szerzője. 2003 után számos médium időszakos és állandó amerikai tudósítója (168 Óra, Népszava, Független Hírügynökség, Hócipő). Jelenleg is rendszeresen publikál.
Oknyomozó újságíróként tényfeltáró munkát végzett, egyebek mellett a Fidesz-közeli korrupciós ügyek, pártfinanszírozással kapcsolatos visszaélések terén, több cikke jelent meg az olajbotrány részleteiről. Emellett írt a rendőrség és az alvilág összefonódásáról, az orosz maffia rendőrségbe való beépüléséről – ezekről később könyve jelent meg Maffiaregény címmel. Számos cikket írt az antiszemitizmus ellen, kiemelten foglalkozott az emberi jogi kérdésekkel, a cigányokkal szembeni diszkriminációval, a szegényeket és hajléktalanokat sújtó embertelen bánásmóddal. Ezek elismeréseként kapott Tolerancia-díjat.  
2010 óta a magyarországi illiberális rendszer bírálója. Írásai „Az Unió első fasiszta állama” című kötetben jelentek meg 2016-ban a Wesley Kiadó gondozásában, Iványi Gábor előszavával.  
Az elektronikus médiában gyakran szerepelt, éveken át volt a Nap-Kelte című közéleti televíziós műsor kérdezője, a TV2 reggeli műsorának gyakori lapszemlézője, a Magyar Televízió újságíróklubjának állandó résztvevője. Oknyomozó cikkei kapcsán a különféle televíziós csatornák rendszeres meghívottja. 2010 előtt a Klubrádió Kontra című műsorának gyakori vendége.
Az Országgyűlési Könyvtár adatbázisa szerint 1992 és 2003 között több mint ötszáz cikket, riportot, interjút és parlamenti tudósítást készített.
2003 óta az Egyesült Államokban él, ahonnan különböző magyar napilapokat, hetilapokat (Népszava, 168 Óra, Hócipő) tudósított, a megszűnt Független Hírügynökség amerikai tudósítója volt. 
2005-től társtulajdonosa, majd 2009 óta egyedüli tulajdonos-kiadója az Amerikai Magyar Népszava Szabadság című amerikai–magyar újságnak, a lapot kiadó Olivia Media and Publishing Corporation tulajdonos-elnöke. A nyomtatott lap 1891-től 2019. január 1-ig jelent meg. A nyomtatott kiadás megszűnésének oka, hogy a lap amerikai magyar előfizetői megöregedtek, meghaltak. Az újság jogfolytonossága nem szűnt meg, jelenleg online kiadása működik. Az online kiadás 2010. december 21-én Amerikai Népszava néven indult.

## Kritika

### Hamis ügynökvád
A Gój Motoros Egyesület Facebook-oldalán 2013. október 14-én megjelent „6-os karton – részlet” bejegyzésben azzal vádolták meg, hogy 1984-től a kommunista állambiztonság beszervezett munkatársa volt. Bartus László személyiségi jogi pert indított, melyet megnyert, a bíróság jogerősen megállapította, hogy Bartus László nem volt ügynök, a Gój Motoros Egyesület elnöke a valótlan tényállítással megsértette az újságíró személyiségi jogát.
A Fővárosi Törvényszék 2021. május 11-én hozott 19.P.21.738/2019/40. számú ítéletében megállapította, hogy Németh Sándor, a Hit Gyülekezete vezető lelkésze megsértette Bartus László jóhírnevét és emberi méltóságát azzal, hogy a 2012. augusztus 25-én Szlovákiában, Besztercebányán rendezett Hit Gyülekezete konferencián istengyülekezeti prédikáció közben, több ezer ember előtt Bartus Lászlóról név nélkül, de felismerhetően valótlanul állította, hogy a titkosszolgálat munkatársa volt, akit azért küldtek a Hit Gyülekezetébe, hogy Németh Sándort félreállítsa, továbbá valótlanul állította, hogy Bartus Lászlónak érvényes és hiteles beszervezési kartonja van, amelyet Németh Sándor birtokol. A bíróság Németh Sándort eltiltotta a további jogsértéstől és bocsánatkérésre kötelezte. Megállapította a bíróság, hogy a Hit Gyülekezete Hetek című újságja, valamint Szlazsánszky Ferenc újságíró megsértették Bartus László jóhírnevét azzal, hogy a Hetek c. napilap 2013. október 25-én megjelent számában és a hetek.hu internetes oldalon „Egy minden gyanú felett álló ember” c. cikkben valótlanul híresztelték, hogy Bartus László 1984-től a kommunista állambiztonság beszervezett munkatársa volt. A bíróság ítélete megállapította, hogy Bartus László soha nem volt III/III-as ügynök, sem a kommunista állambiztonság beszervezett munkatársa.
A bírósági eljárások során az Állambiztonsági Szolgálatok Történeti Levéltára igazolta, hogy Bartus László semmiféle operatív nyilvántartásban nem szerepel, soha nem volt ügynök. Bartus László hivatalos kutatási engedéllyel rendelkezik az ÁBTL-ben, amely kizárja, hogy valaha is ügynök lett volna. Egykori ügynökök nem lehetnek az ÁBTL kutatói.

### Nyomozás megszüntetése
Bartus László, a Fesz lesz című könyvében megjelent bizonyítékok alapján lopás, sikkasztás és hűtlen kezelés miatt feljelentést tett "ismeretlen tettesek" ellen az ATV többségi tulajdonrészének elsajátítása miatt. A feljelentés lehetséges elkövetőjeként Németh Sándort, a Hit Gyülekezete vezető lelkészét jelölte meg, miután az övé lett az a vagyon, ami korábban a Hit Gyülekezete vagyona volt. A NAV Bűnügyi Főigazgatóság Központi Nyomozó Főosztálya január 26-án kelt levelében arról tájékoztatta a feljelentőt, hogy “mivel a rendelkezésre álló adatok, illetve bizonyítási eszközök alapján nem állapítható meg bűncselekmény elkövetése” a költségvetési csalás és más bűncselekmények gyanúja ügyében indult nyomozást megszüntette. A nyomozás annak ügyében indult, hogy Németh Sándor, a Hit Gyülekezete vezető lelkésze egy liechtensteini offshore cég közbeiktatásával megszerezte a Hit Gyülekezete ATV-ben levő vagyonának 60 százalékát, mintegy kétmilliárd forint értékű vagyont, és a csatorna többségi tulajdonjogát. A nyomozás megszüntetésének indoklásából kiderül, hogy a nyomozóhatóság nem derítette fel az ügyet, nem foglalkozott azzal, ki állt a liechtensteini offshore cég mögött, amely megszerezte a Hit Gyülekezete vagyonrészét, amit később Németh Sándor nevére átírtak. A feljelentés szerint Németh Sándor állt a liechtensteini offshore cég mögött is.  

## Médiaoktatás
Tanított a Népszabadság újságíró iskolájában és az ELTE Szociológia Tanszék által indított médiaképzésben. Három éven át volt a Vitéz János Tanítóképző Főiskola Közművelődés Tanszékének tanársegédje, a filmterjesztő képzés koordinátora.

## Könyvei
- Fesz van – A Hit Gyülekezete másik arca, szerzői kiadás, Budapest 1999[7]
- Varga Zoli disszidál – Volt egyszer egy Ferencváros, szerzői kiadás, Budapest, 2000
- Jobb magyarok – A szélsőjobb útja a hatalomhoz, 1990-2000, szerzői kiadás, Budapest, 2001
- Maffiaregény (2001)
- Megint Pelikán (2003)
- Az Unió első fasiszta állama – Válogatott írások 2010-2015 (2016)
- Fesz lesz – Kézikönyv kezdő szabadulóknak,  Olivia Media and Publ. Co., USA, 2020

## Díjak, kitüntetések
- Soros Alapítvány Tényfeltáró Újságírás Díja – szerkesztő-riporter /Fekete Doboz Alapítvány által készített Vannak még tartozások című filmért/társszerkesztők: Elbert Márta és Upor Péter, operatőr: Jávor István, Vas Zoltán, Vágó: Krizbai Zoltán (1995)
- Tolerancia Díj Második Fokozata (1995)
- Citibank Minőségi Újságírásért díj, 2. helyezett (2000)